# 실천신학
실천신학이란 기독교 신학의 한 분과로 조직신학, 역사신학, 성서신학과 더불어 중요한 역할을 하는 분야이다. 주로 실천신학은 이론신학과 달리 성경적 근거를 통하여 기독교 공동체의 실재적인 현장의 모든 분야를 다룬다. 최근 목회신학, 예배학, 설교학, 상담학, 선교학, 교회성장학 등 실천적 학문의 영역을 포함하고 있다. 기독교 신학의 모든 종점은 실천적인 영역으로 이어진다.

## 같이 보기
- 프리드리히 슐라이어마허